# ديفيد جاكو
ديفيد جاكو (بالإنجليزية: David Jaco)‏ مواليد 24 يناير 1957 في أوهايو، الولايات المتحدة، هو ملاكم محترف أمريكي سابق صنّف ضمن فئة الوزن الثقيل.

## المسيرة الاحترافية
من نزالاته:
- خسر أمام بيرت كوبر (1992/07/11).
- خسر أمام ماغني هافنا بالضربة الفنية القاضية (1992/03/14).
- خسر أمام مايك هنتر بالضربة الفنية القاضية (1992/02/14).
- خسر أمام تومي موريسون بالضربة القاضية (1989/09/19).
- خسر أمام أليكس ستيوارت بالضربة الفنية القاضية (1989/02/18).
- خسر أمام جورج فورمان بالضربة الفنية القاضية (1988/12/28).
- خسر أمام غاري ميسون بالضربة الفنية القاضية (1988/10/24).
- خسر أمام أوليفر ماكول (1988/06/30).
- خسر أمام مايك تايسون بالضربة الفنية القاضية (1986/01/11).
- خسر أمام توني تاكر بالضربة الفنية القاضية (1985/10/19).
- انتصر على دونوفان رودوك بالضربة الفنية القاضية (1985/04/30).

## إحصائيات
خاض خلال مسيرته 50 نزالا، فاز في 24 وتعادل في 1 وخسر في 25. فاز بالضربة القاضية في 19 نزالا.

## روابط خارجية
- ديفيد جاكو على موقع بوكس ريك (الإنجليزية) (registration required)